# Quilmes (bière)
Pour les articles homonymes, voir Quilmes.
 (mai 2021).
La Quilmes est une marque de bière argentine appartenant au groupe brassicole belgo-brésilien Anheuser-Busch InBev.

## Historique
La société brasserie argentine Quilmès a été créée en 1888 à Quilmes, dans la province de Buenos Aires, par Otto Bemberg, un riche immigré allemand. Les locaux de brassage et d'embouteillage sont inaugurés en 1890. Elle fait partie du conglomérat familial Bemberg, qui se développe alors dans de nombreux domaines en Argentine (immobilier, textile, finance, négoce, transports). La firme est cependant une société anonyme de droit français, cotée à la bourse de Paris, avec des actionnaires français. 
La société s'est rapidement développée, en prenant le contrôle en Argentine de brasseries concurrentes (Schlau en 1907, Palermo dans les années 1910, Germania en 1915) et dans les années 1920, la Quilmes devient la bière la plus populaire de Buenos Aires. 
L'entreprise traverse une crise sous la présidence de Juan Perón (1946-1955) lorsque l'Etat argentin s'en prend au groupe Bemberg et confisque ses biens,. Les héritiers Bemberg contrôlent alors 53 % de la brasserie argentine Quilmès. L'Etat retire en 1948 la personnalité juridique à 33 entreprises de la famille Bemberg, dont la brasserie Quilmès, et annonce leur mise en liquidation. Les actionnaires français de Quilmès envoient un négociateur, le banquier Alfred Pose. Un accord est trouvé entre 1950 et 1953 entre le gouvernement argentin et les actionnaires français, appuyés par le gouvernement français. La brasserie Quilmès devient la Société Entreprises Quilmès, dont le siège est au Maroc, à Casablanca, qui rétrocède des biens situés en Argentine à une nouvelle société anonyme argentine, Cerveceria y malteria argentina. L'Etat argentin ne respecte cependant pas l'accord et met la main sur cette société en 1953, au grand dam des actionnaires français. Il nationalise les brasseries ayant appartenu au groupe Bemberg (Quilmès, Palermo, Schlau, etc.) et fonde en 1955 la Société anonyme des brasseries argentines,
,
,
,
,
,. Après le renversement de Perón, à la suite du coup d'état de septembre 1955, des discussions s'ouvrent avec le nouveau pouvoir et la brasserie Quilmès figure parmi les cinq entreprises du groupe Bemberg spoliées par le régime péroniste et restituées à leurs propriétaires en 1959,.
Depuis, elle est devenue un symbole national, et représente 75 % de la part du marché de la bière en Argentine. Elle sponsorise l'équipe d'Argentine de football, et les couleurs de ses étiquettes sont bleue et blanche aux couleurs de l'argentine. 
En 2005, Quilmes a des brasseries à Quilmes, Zárate, Tres Arroyos, Corrientes, Tucumán et Mendoza. Elle vend un total d'environ 17 millions d'hectolitres de bière chaque année et 8 millions d'hectolitres de boissons gazeuses dans le monde entier.

## Quinsa
La société internationale Quilmes Industrial SA (Quinsa) est une holding basée au Luxembourg qui contrôle Quilmes, et les franchises de produits de PepsiCo, y compris Gatorade et Tropicana, en Argentine et en Uruguay. Quinsa détient 30 % de Quilmes, avec 53 % des droits de vote au sein de la société. 
En 2002, la société brésilienne AmBev a racheté 37,5 % de Quilmes SA avec un accord qui donne le contrôle à AmBev de la marque Quilmes en Argentine. La fusion des deux entreprises créées a permis pendant quelque temps de se placer comme le troisième producteur mondial de boissons. 
En 2004, AmBev et Interbrew fusionnent pour former une nouvelle société nommée InBev. Celle-ci devient le deuxième brasseur du monde, puis le premier lors de sa fusion avec Anheuser-Busch en 2008 pour créer Anheuser-Busch InBev. 
En 2006, AmBev augmente sa part dans la société à plus de 91 %, pour prendre le contrôle total de Quilmes.

## Types de bières
- Quilmes Cristal : Lager
- Quilmes Bock : Bock
- Quilmes Stout : Stout
- Quilmes Red Lager : Red Lager
- Iguana Light : Lager

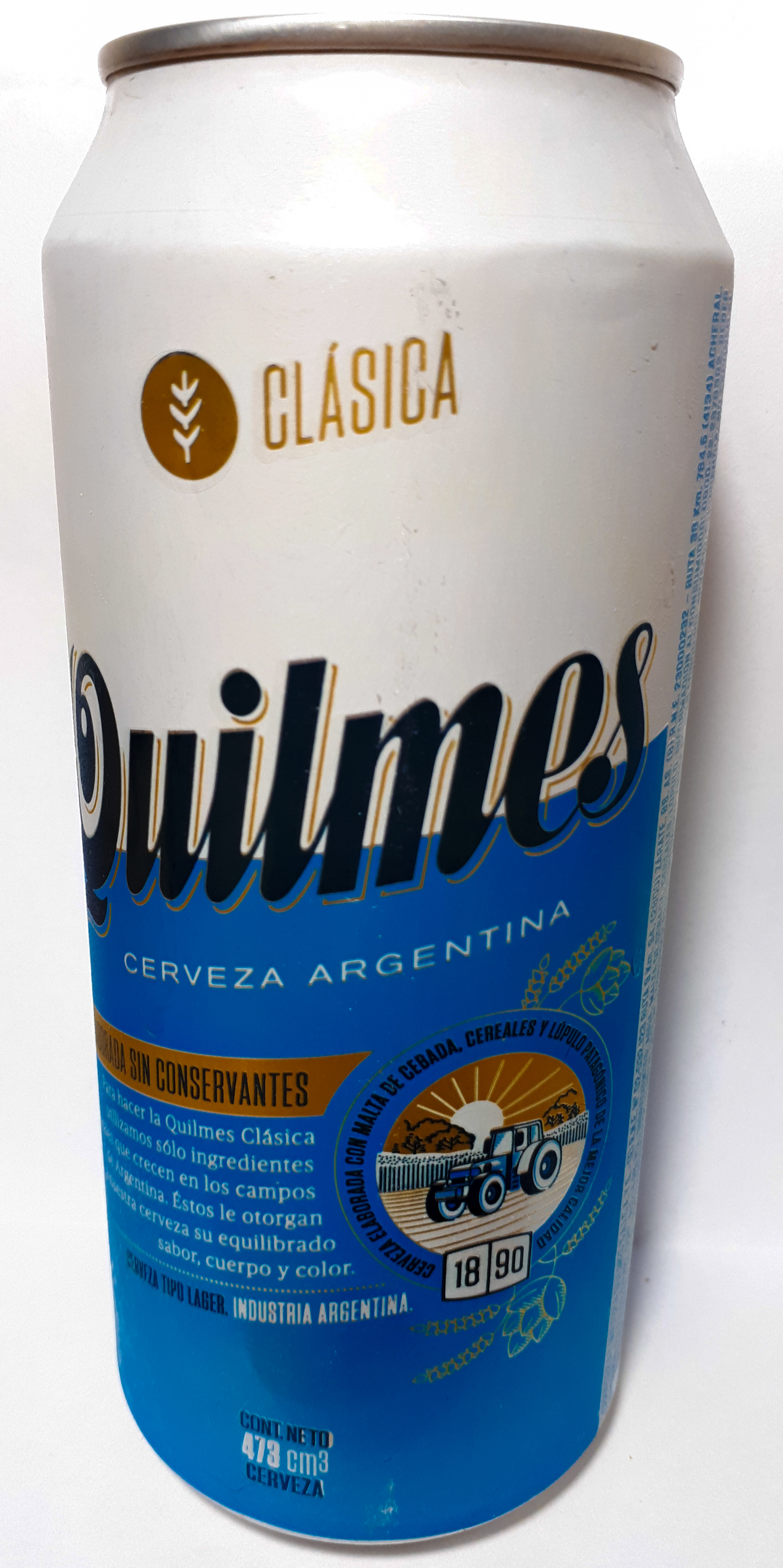
Quilmes Clásica (Lager)

- Andes Origen : Lager, Noir, Rouge, IPA
- Norte : Pils
- Palermo : Lager
- 0,0% : Bière sans alcool